# Gerd Kostmann
Gerd Kostmann (Stettino, 2 luglio 1941) è un ex calciatore tedesco orientale, di ruolo attaccante.

## Biografia
Di professione operatore portuale a Rostock, è il padre di Marco Kostmann, anch'egli calciatore e in seguito allenatore.

## Carriera
Iniziò a giocare nelle serie inferiori tedesche orientali con il Motor Wolgast, approdando nel 1964 all'Empor Rostock in massima divisione, rimanendovi fino al 1971. Con la squadra anseatica ha totalizzato 89 presenze nel massimo campionato tedesco orientale, mettendo a segno 43 reti e vincendo la classifica cannonieri della manifestazione per due stagioni consecutive.
Disputò anche quattro gare nell'edizione 1968-1969 della Coppa delle Fiere, segnando due reti.

## Statistiche
| Stagione        | Squadra                     | Campionato      | Campionato | Campionato | Coppe nazionali | Coppe nazionali | Coppe nazionali | Coppe continentali | Coppe continentali | Coppe continentali | Altre coppe | Altre coppe | Altre coppe | Totale | Totale |
| Stagione        | Squadra                     | Comp            | Pres       | Reti       | Comp            | Pres            | Reti            | Comp               | Pres               | Reti               | Comp        | Pres        | Reti        | Pres   | Reti   |
| --------------- | --------------------------- | --------------- | ---------- | ---------- | --------------- | --------------- | --------------- | ------------------ | ------------------ | ------------------ | ----------- | ----------- | ----------- | ------ | ------ |
| 1964-1965       | Empor Rostock/Hansa Rostock | OL              | 10         | 5          | CGE             | ?               | ?               | -                  | -                  | -                  | -           | -           | -           | 10+    | 5+     |
| 1965-1966       | Empor Rostock/Hansa Rostock | OL              | 0          | 0          | CGE             | ?               | ?               | -                  | -                  | -                  | -           | -           | -           | 0+     | 0+     |
| 1966-1967       | Empor Rostock/Hansa Rostock | OL              | 0          | 0          | CGE             | ?               | ?               | -                  | -                  | -                  | -           | -           | -           | 0+     | 0+     |
| 1967-1968       | Empor Rostock/Hansa Rostock | OL              | 25         | 15         | CGE             | ?               | ?               | -                  | -                  | -                  | -           | -           | -           | 25+    | 15+    |
| 1968-1969       | Empor Rostock/Hansa Rostock | OL              | 25         | 18         | CGE             | ?               | ?               | CdF                | 4                  | 2                  | -           | -           | -           | 29+    | 20+    |
| 1969-1970       | Empor Rostock/Hansa Rostock | OL              | 11         | 1          | CGE             | ?               | ?               | -                  | -                  | -                  | -           | -           | -           | 11+    | 1+     |
| 1970-1971       | Empor Rostock/Hansa Rostock | OL              | 18         | 4          | CGE             | ?               | ?               | -                  | -                  | -                  | -           | -           | -           | 18+    | 4+     |
| Totale carriera | Totale carriera             | Totale carriera | 89         | 43         |                 | ?               | ?               |                    | 4                  | 2                  |             | -           | -           | 93+    | 47+    |

## Palmarès

### Individuale
- Capocannoniere della DDR-Oberliga: 2

1967-1968 (15 gol), 1968-1969 (15 gol)